# 白石河 (黄华河)
白石河，位于中国广东省信宜市境内，是黄华河左岸支流，发源于信宜市大成镇大田顶西麓，西北流至大成镇治转北流，经白石镇，至洪冠镇合水寨汇入黄华河。河长96千米，平均比降7.87‰，流域面积529.5平方千米。不少资料将白石河作为黄华河的源流，将发源于钱排镇的钱排河作为右岸支流。